# Крикун, Юрий Юрьевич (журналист)
Юрий Юрьевич Крикун (род. 1963) — советский и украинский журналист и космонавт-исследователь; член Союза журналистов Украины с 1991 года. Заслуженный журналист Украины (2006).

## Биография
Родился 3 июня 1963 года в Киеве в семье сценариста Крикуна Юрия Филипповича и его жены — режиссёра-документалиста Самофаловой Екатерины Михайловны.
В 1980 году с отличием окончил среднюю школу № 32 города Киева. Поступил в Киевский государственный театральный институт (ныне Киевский национальный университет театра, кино и телевидения имени И. К. Карпенко-Карого) и в течение учёбы, начиная с 1984 года, печатался во всесоюзной и республиканской прессе. В 1987 году окончил с отличием кинорежиссёрский факультет этого вуза, получив диплом по специальности «Режиссёр документального кино». Начал работать режиссёром Украинской студии телевизионных фильмов «Укртелефильм». С 1988 по 1989 год экстерном обучался на газетно-журнальном факультете Киевского института высшего журналистского мастерства.
В декабре 1989 года Ю. Ю. Крикун прошел первичный отбор в Институте медико-биологических проблем Минздрава СССР (в настоящее время Институт медико-биологических проблем РАН) в отряд космонавтов. В январе 1990 года начал проходить углубленное обследование в Центральном научно-исследовательском авиационном госпитале и 11 мая 1990 года решением Государственной межведомственной комиссии был отобран для подготовки к космическому полету, войдя в состав группы из 6 человек.
Прошёл в 1990—1992 годах курс общекосмической подготовки в Центре подготовки космонавтов имени Ю. А. Гагарина. 7 февраля 1992 года решением Межведомственной комиссии ему была присвоена квалификация «космонавт-исследователь» с вручением удостоверения № 150. Это произошло уже после распада СССР, и в 1996 году Крикун уже проходил отборочную комиссию в Национальном космическом агентстве Украины как кандидат на полет украинского астронавта на американском шаттле, но отобран не был. На этом завершилась его «космическая» страница жизни.
С 1994 года работал главным консультантом секретариата Комитета Верховной Рады Украины по вопросам молодежи и спорта. В 2005 году окончил магистратуру Харьковской государственной академии физической культуры и получил диплом по специальности «Спортивный менеджмент».
Ю. Ю. Крикун является автором ряда книг о космосе и спорте, а также стал автором нескольких сценариев и режиссёром документальных фильмов. Занимался общественной деятельностью: был вице-президентом Федерации велоспорта Украины (1994—1996) и вице-президентом Спортивного комитета Украины (2008—2016).
Удостоен звания «Заслуженный журналист Украины» (2006), награждён орденом «За заслуги» ІІІ степени (2020), лауреат Всеукраинской журналистской премии «Золотое перо» (2004; 2007; 2011).